# (16085) Laffan
(16085) Laffan (1999 TM27) – planetoida z pasa głównego asteroid okrążająca Słońce w ciągu 4,5 lat w średniej odległości 2,72 j.a. Odkryta 3 października 1999 roku.